# Filip Barović
Filip Barović (in montenegrino Филип Баровић; Nikšić, 29 luglio 1990) è un cestista montenegrino.

## Carriera
Con il Montenegro ha disputato i Campionati europei del 2017.

## Palmarès
- Campionato bulgaro: 1

Akademik Sofia: 2015-16
- Campionato montenegrino: 1

Budućnost: 2018-19
- Coppa del Montenegro: 4

Budućnost: 2018, 2019, 2020, 2022
- Lega Adriatica: 1

Budućnost: 2017-18
- ABA 2 Liga: 1

Studentski centar: 2020-21